# Шахта «Чайкине»
ДВАТ «Шахта „Чайкине“ (Чайкіно)». Входить до ВАТ ДХК «Макіїввугілля».

## Історія
Шахта «Чайкине» була здана до експлуатації у 1960 р. з проектною потужністю 600 тис.т вугілля на рік. Роботи ведуться по пл. М3,промислові запаси якого становлять 9545 тис.т. В експлуатації знаходяться два очисних вибоя 28 західна лава і розвантажна лава горизонту 908 м обладнаних механізованими комплексами КМ-87. 28 західна лава допрацьовує свої запаси і зупинена у 2002 році.
Основні проблеми підприємства обумовлені скороченням очисної лінії вибоїв, наявністю складних гірничо-геологічних умов відпрацьовування 5-ї західної лави пласту М3 і розвантажної лави пласту М3 горизонту 908 м. Для підвищення видобутку по шахті і виконання наміченої програми розвитку планується підготовка лави 16 східного стовпа пласту М3.
У 1998 році на базі шахт «Чайкіно» та шахти ім. К. І. Поченкова було створено шахтоуправління «Чайкіно».
Шляхом реорганізації (виділення) ДВАТ "Шахтоуправління «Чайкіно» згідно з Наказом Міністерства палива та енергетики України від 26/01/2001 року № 29 "Про реорганізацію ДВАТ "Шахтоуправління «Чайкіно» було створено ДВАТ Шахта «Чайкіно», яке є правонаступником Шахтоуправління «Чайкіно» згідно з затвердженим розподільчим балансом.

## Загальні дані
Фактичний видобуток 1449/469 т/добу (1990/1999). У 2003 р. видобуто 333 тис.т вугілля.
Максимальна глибина 1200 м (2000).
Протяжність підземних виробок 97/71/34,6 км (1991/1999/2003).
У 1999 р. розроблявся пласт m3 потужністю 1,5 м, кут падіння 8-12°.
Пласт небезпечний щодо раптових викидів вугілля і газу, за вибухом вугільного пилу.
Кількість очисних вибоїв 3/2 (1990/1999), підготовчих 6/3 (1990/1999).
Кількість працюючих: 3490/1792 осіб, в тому числі підземних 2563/1257 осіб (1990/1999).
Адреса: 86120, м. Макіївка, Донецької обл.